# Tea Savoia
Tea Savoia in Valt (Bolzano, 26 aprile 1941) è una giocatrice di curling italiana, di Cortina d'Ampezzo, atleta del Curling Club Olimpia.
Ha fatto parte della nazionale italiana di curling partecipando a 11 europei e 4 mondiali. Ha fatto parte anche della nazionale italiana senior di curling, partecipando a due campionati mondiali senior.
Tea è stata più volte campionessa d'Italia.